# Episcia
Episcia es un género con seis especies de plantas herbáceas perteneciente a la familia Gesneriaceae. Es originario de América.

## Descripción
Son hierbas estoloníferas , de hábito terrestre o saxícola . El tallo es rastrero , con raíces en los nodos. Las hojas son opuestas , el par inferior con estolones axilares,  pecíolo corto , limbo sin hipodermis , de color verde oscuro , la superficie inferior a menudo coloreada. Las inflorescencias en cimas axilares de 1-6 flores, con pedúnculos delgados . Sépalos libres o connados. Corola de color blanco , amarillo , azul , morado o rojo. El fruto es una cápsula ovoide carnosa bivalva. El número de cromosomas : 2n = 18.

## Distribución y hábitat
Se distribuyen desde América del Sur tropical a Nicaragua y las Guayanas, donde se encuentran en los bosques tropicales , en lugares húmedos , en pendientes , en los bancos o las rocas , generalmente en zonas bajas , en parte formando grandes colonias. 

## Etimología
El nombre del género deriva del griego επι,  epi = sobre, y σκια , skia = sombra , en referencia al hábitat de las plantas en la sombra .

## Especies seleccionadas
| - Episcia cupreata - Episcia fimbriata - Episcia lilacina - Episcia punctata - Episcia reptans - Episcia sphalera |